# Нови Репортер
Нови Репортер је часопис који излази једном седмично.
Магазин „Нови Репортер“ је рјешењем Министарства просвјете и културе Републике Српске од 9. јула 2003. године званично регистрован као јавно гласило. Сједиште магазина се налази у улици Душка Кошчице 49 у Бањалуци. Директор Новог Репортера је Игор Гајић, а главни и одговорни уредник је Слава Говедарица. Угашен је 2013. године.

## Историја
Првобитни недељник „Репортер“ је почео са радом у мају 1997. године у Бањалуци, уз објашњење да га је основала група младих људи који вјерују да Репортер може да помогне у превазилажењу посљедица рата и да окрене читаоце ка будућности и прогресу. Излазио је на подручју Републике Српске и на подручју Републике Србије. Неколико пута је био забрањиван у Републици Србији, за вријеме НАТО бомбардовања СРЈ 1999. године, и у октобру исте године. Тада је читаво октобарско 1999. издање Репортера објављено на интернету.
Крајем 1999. и током 2000. године, уредништво Репортера је заузело критички став према руководству Републике Српске, као и према међународном фактору, што је довело до сукоба уредништва са властима у Српској. Тадашњи Премијер Републике Српске Милорад Додик оптужује уредништво Репортера за сарадњу са „сарајевским круговима“, за објављивање лажи, и корупцију, након чега је уредништво Репортера тужило Милорада Додика за клевету. Забрана Репортера је настављена у Републици Србији до краја 2000. године, а сви покушају да се издања испоруче у Републику Србију су завршили конфискацијом издања.
У фебруару 2003. године бањалучко издање Репортера за читаву Српску се одвојило од Репортеровог издавачког предузећа, након што је његов власник Перица Вучинић прогласио банкротство. Тадашњи уредник Репортера за подручје Републике Српске Игор Гајић је оптужио Перицу Вучинића за преусмјеравање профита са подручја Републике Српске, за покривање губитака издања за Републику Србију. У марту 2003. године уредништво издања за Републику Српску предвођено Игором Гајићем је основало ново издавачко предузеће "OG Press".
Игор Гајић у марту 2003. оснива Нови Репортер и постаје директор и главни и одговорни уредник издања за Републику Српску. Издање за Републику Србију наставља са радом под изворним називом Репортер.